# Železniční trať Miskolc–Hidasnémeti
Železniční trať Miškovec–Hidasnémeti (maďarsky Miskolc–Hidasnémeti-vasútvonal) je maďarská jednokolejná elektrifikovaná železniční trať, která spojuje město Miškovec a obec Hidasnémeti. Trať je označována v maďarském jízdním řádu jako trať MÁV 90. Trať byla otevřena v roce 1860.

## Historie
Železniční trať z města Miškovec přes Hidasnémeti do Košic byla otevřena dne 14. srpna 1860. V roce 1997 byla trať kompletně elektrifikována.

## Provozní informace
Maximální rychlost na trati je 100 km/h. Trať i veškeré stanice a zastávky na trati provozuje firma MÁV a je elektrizovaná střídavým proudem 25 kV, 50 Hz.

## Doprava
Provoz na trati je především tvořen 2 páry mezinárodních expresů Budapešť – Miškovec – Košice s lokomotivami V43 a osobními vlaky s elektrickými jednotkami BDVmot a i lokomotivami V43 s klasickou soupravou. Osobní vlaky jezdí trasu Miškovec – Hidasnémeti.

## Stanice
Na trati se nacházejí tyto stanice:
- Miskolc-Tiszai
- Felsőzsolca
- Onga
- Szikszó-Vásártér
- Szikszó
- Aszaló
- Halmaj
- Csobád
- Ináncs
- Forró-Encs
- Méra
- Novajidrány
- Hernádszurdok
- Hidasnémeti

## Galerie

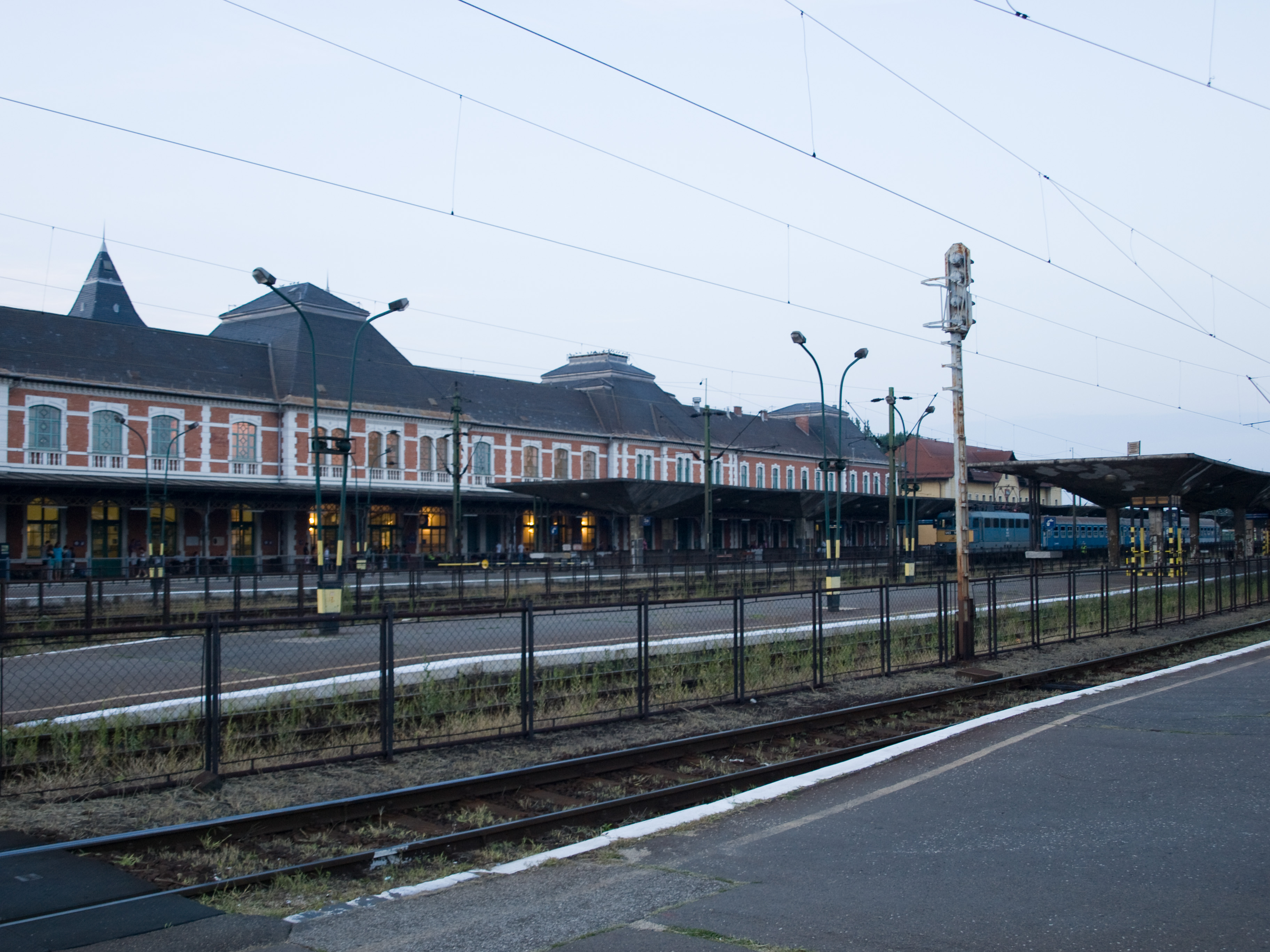
Miskolc-Tiszai pu.
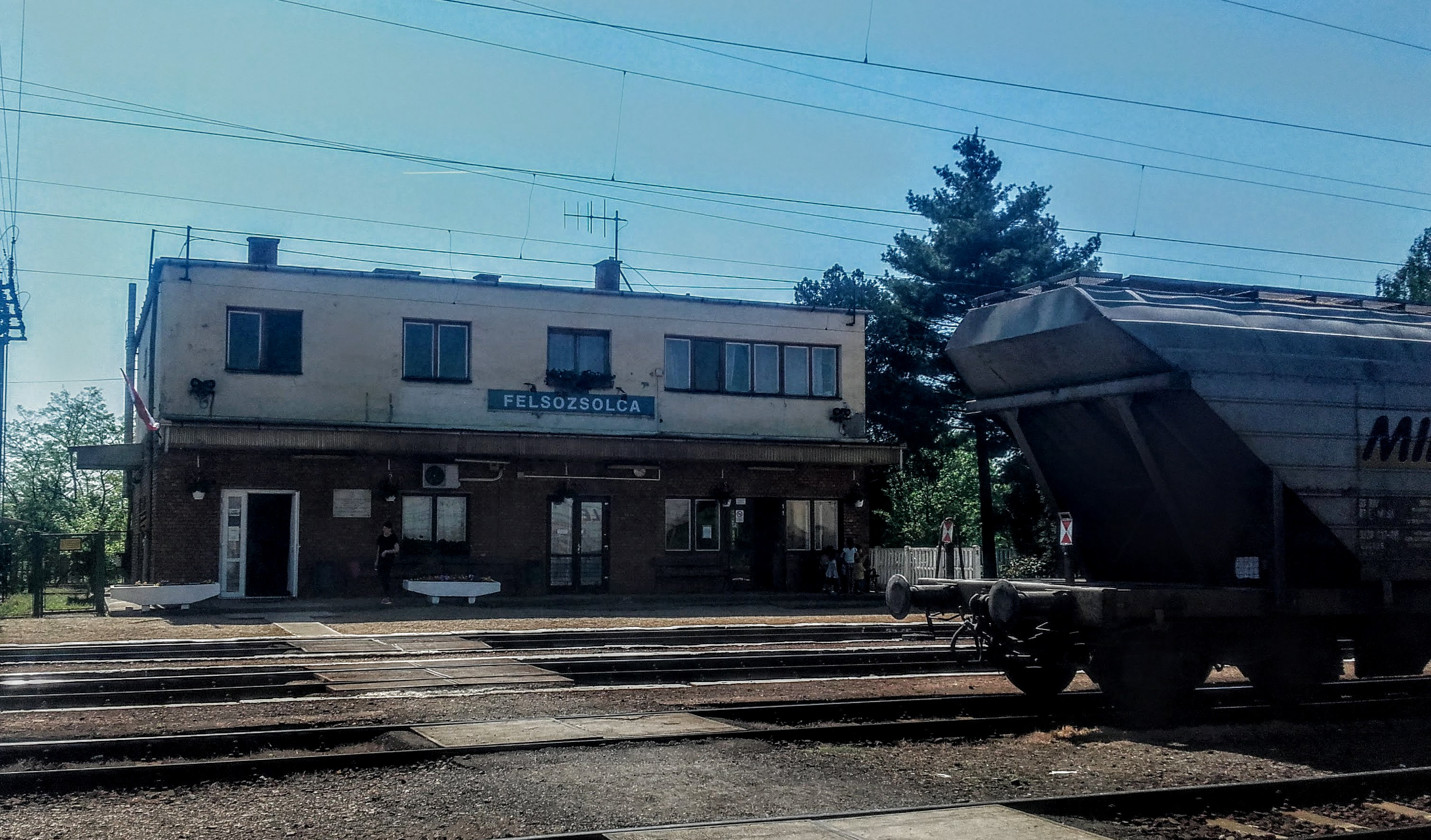
Felsőzsolca
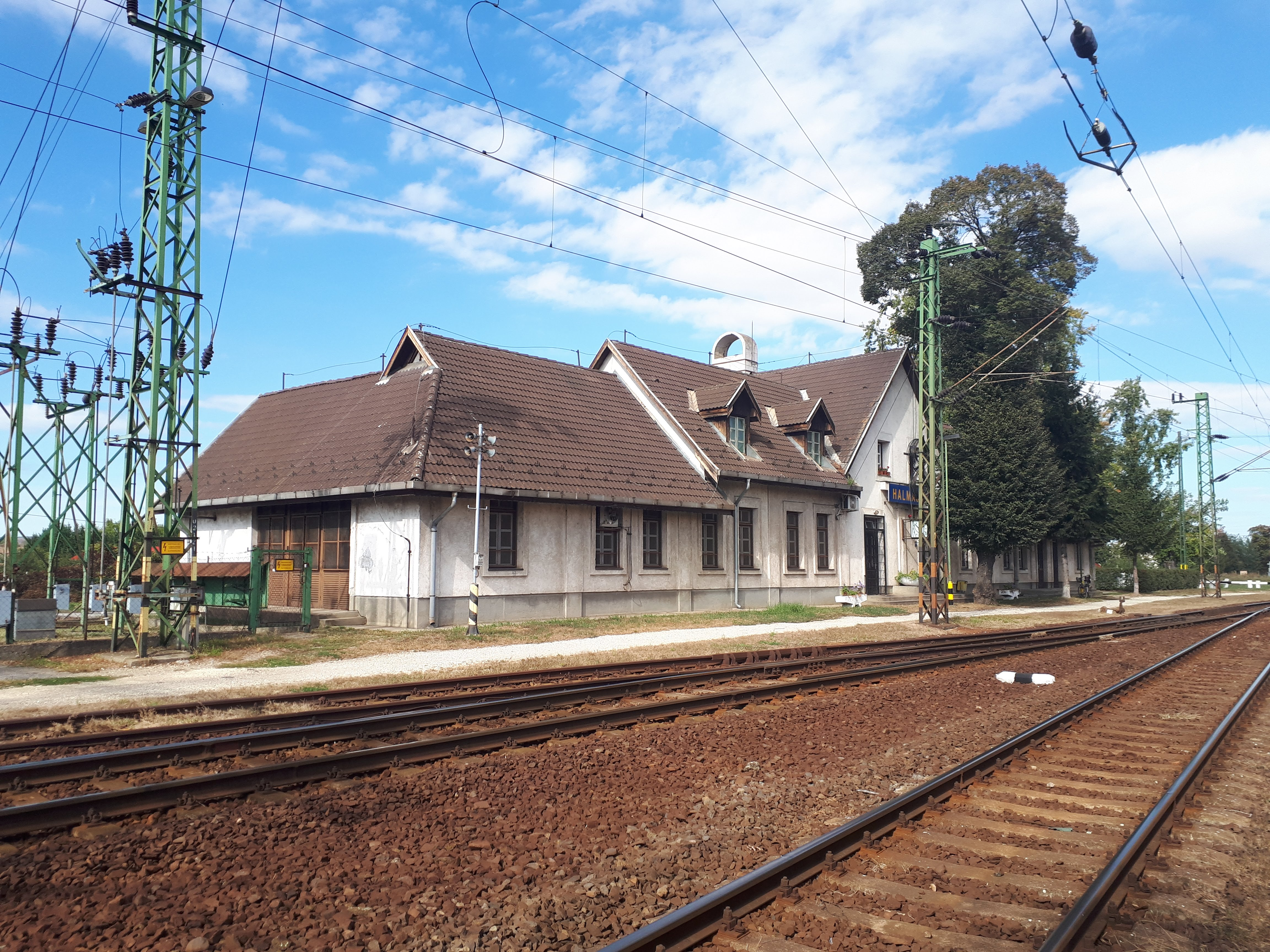
Halmaj
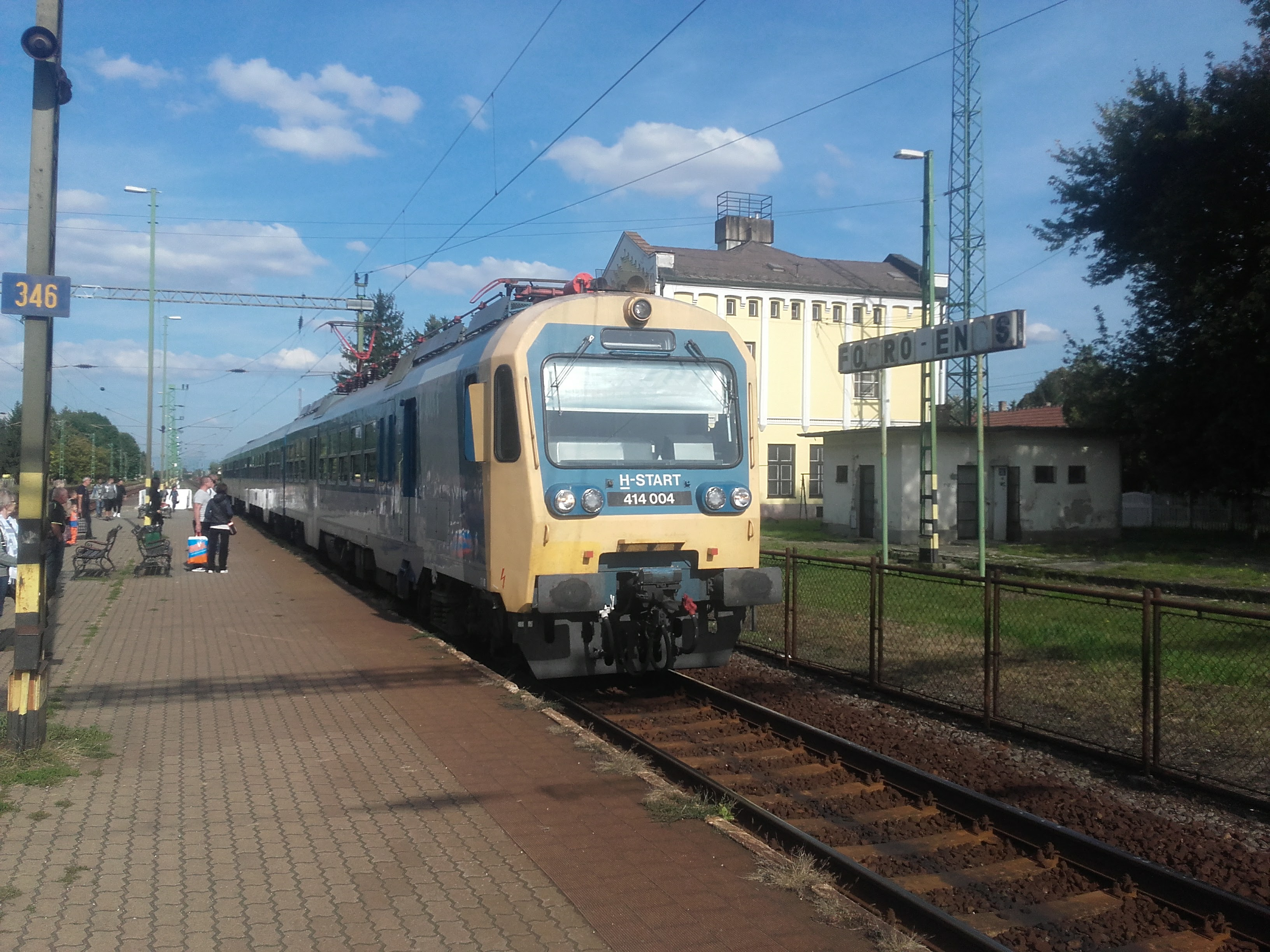
Osobní vlak ve stanici Forró-Encs
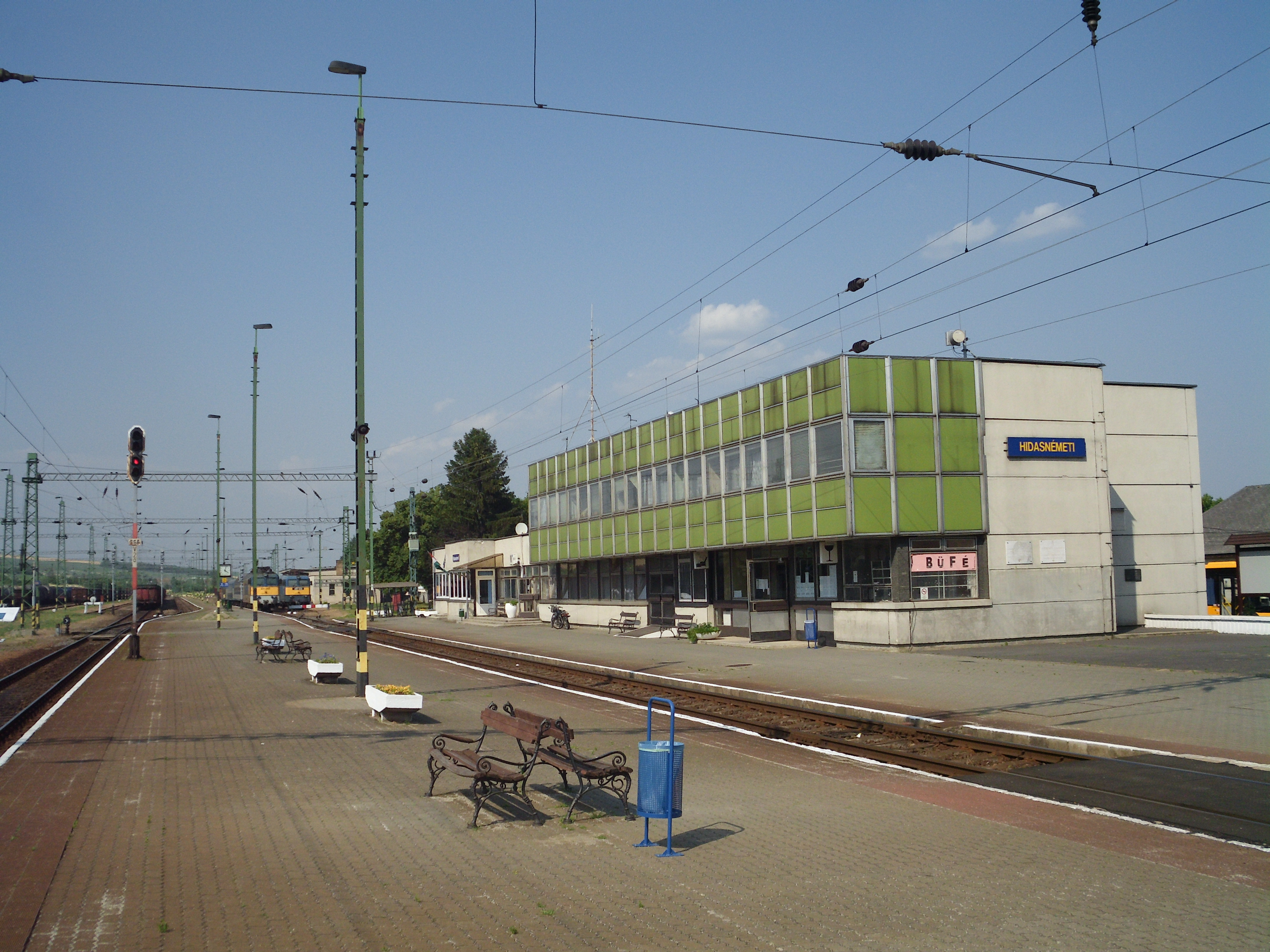
Hidasnémeti